# Utricularia foveolata
Utricularia foveolata är en tätörtsväxtart som beskrevs av Michael Pakenham Edgeworth. Utricularia foveolata ingår i släktet bläddror, och familjen tätörtsväxter. Inga underarter finns listade i Catalogue of Life.